# Xu Yanmei
Xu Yanmei (Nanchang, 9 febbraio 1971) è un'ex tuffatrice cinese.
Ha rappresentato la Cina ai Giochi olimpici di Seul 1988, dove ha vinto la medaglia d'oro nel concorso dei tuffi dalla piattaforma 10 metri femminile.

## Palmares
- Giochi olimpici

Seul 1988: oro nella piattaforma 10 m.
- Coppa del mondo

1989: oro nella piattaforma 10 m.
- Giochi asiatici

Pechino 1990: oro nella piattaforma 10 m.